# سورین کنیل
سورین کنیل (انگلیسی: Séverine Caneele؛ زادهٔ ۱۰ مهٔ ۱۹۷۴) یک هنرپیشه اهل بلژیک است. وی بین سال‌های ۱۹۹۹ تا ۲۰۰۴ میلادی فعالیت می‌کرد.
وی در سال ۱۹۹۹ برنده جایزه بهترین بازیگر زن جشنواره فیلم کن شده‌است.
او در فیلم رودن بازی کرده‌است.